# Fabienne Constant
Pour les articles homonymes, voir Constant.
Fabienne Constant, née le 22 juillet 1986 à Grand-Bourg (Marie-Galante, Guadeloupe) , est une joueuse française de basket-ball.

## Biographie
Après une saison 2012-2013 marquée par une première place du championnat de Ligue, elle n'est pas conservée par Nice promu en LFB.
Relégué en Ligue 2, Perpignan est de nouveau sacré champion de Ligue 2 en s'imposant face à COB Calais (77-56) en finale. Peu après cette saison à 7,5 points (52,8 % à deux points), 7,2 rebonds et 0,9 passe décisive pour 10,8 d’évaluation, elle signe peu après pour une nouvelle équipe de Ligue 2, au Havre.
En 2015-2016, elle émarge à 3,8 points et 3,9 rebonds pour 5,2 d'évaluation en LFB au Hainaut Basket. Pour la saison LFB 2016-2017, elle signe avec un autre club du nord de la France, Arras. Après une pause maternité, elle reprend la compétition en 2018 avec Arras (3,7 points et 4,2 rebonds), mais ne peut éviter la relégation du club en NF1. Elle s'engage alors pour 2018-2019 avec Voiron où elle suit son coach d'Arras, Quentin Buffard.

## Clubs
| Saisons   | Équipe                                | Pays   |
| 2007-2008 | La Garnache                           | France |
| 2008-2009 | Istres                                | France |
| 2009-2013 | Cavigal Nice Basket 06                | France |
| 2013-2014 | Basket Catalan Perpignan Méditerranée | France |
| 2014-2015 | AL Aplemont Le Havre                  | France |
| 2015-2016 | Saint-Amand Hainaut Basket            | France |
| 2016-2018 | Arras Pays d'Artois Basket Féminin    | France |
| 2018-     | Étoile de Voiron Basket Féminin       | France |

## Palmarès

### En club
- Championnat de France de basket-ball de Ligue féminine 2 : 2011, 2014

### Distinctions personnelles
- First Pick All Star Starter Ligue Féminine de Basket 2 2023-2024
- First Pick Second Team Ligue Féminine de Basket 2 2023-2024